# جون بلوم (لاعب هوكي الجليد)
جون بلوم (بالإنجليزية: John Blum)‏ هو لاعب هوكي الجليد أمريكي، ولد في 8 أكتوبر 1959 في ديترويت في الولايات المتحدة.

## وصلات خارجية
- جون بلوم على موقع دوري الهوكي الوطني (الإنجليزية)
- جون بلوم على موقع قاعة مشاهير الهوكي (لاعب أن.إتش.أل) (الإنجليزية)
- جون بلوم على موقع EliteProspects.com (الإنجليزية)
- جون بلوم على موقع HockeyDB.com (الإنجليزية)
- جون بلوم على موقع Hockey-Reference.com (الإنجليزية)